# Godefroid de Beaudenord
Godefroid de Beaudenord, nascido em 1800, é um personagem da Comédia Humana de Honoré de Balzac. Ele aparece pela primeira vez em La Maison Nucingen, em 1821. Órfão de pai e mãe, ele é pupilo do marquês d'Aiglemont (pai de Victor d'Aiglemont), que lhe presta contas de sua fortuna até sua maioridade. Beaudenord é então muito rico e se lança a grandes especulações à semelhança de Frédéric de Nucingen, em 1826. Antes disso, ele ganhara um lugar imporante no ministério dos assuntos internacionais, o que o leva a viajar pela Itália (Gênova, Turim) depois por Londres. Em 1822, ele é um dandy célebre que possui um tigre chamado Paddy; contudo, seu estilo de vida consome suas rendas, que eram, então, imensas. Seu tutor o aconselha a depositar seu capital junto a Nucingen. Neste mesmo ano, ele participa do célebre jantar de Madame du Val-Noble em Illusions perdues.
Ele faz parte também du círculo dos espertos que se juntam contra Victurnien d'Esgrignon e o levam a perder sua fortuna no jogo em Le Cabinet des Antiques.
Em 1823, em Illusions perdues, ele buscar seduzir sua prima Julie d'Aiglemont (A "mulher de trinta anos"), depois Émile de Fontaine em Le Bal de Sceaux, sem sucesso.
Eugène de Rastignac o aconselha, depois, a se casar com Isaure d'Aldrigger, filha de grandes banqueiros (baronesa d'Aldrigger e barão d'Aldrigger).
Em 1826, ele se casa com a jovem e instala-se em uma mansão particular na rua de La Planche. Mas Nucingen desaparece em 1829, e Godefroid, que havia depositado tudo junto a ele e que não havia seguido dos conselhos sensatos de Rastignac, encontra-se arruinado pela terceira liquidação de Nucingen em Splendeurs et misères des courtisanes. Enteiramente arruinado, ele se aloja em um apartamento minúsculo na rua du Mont-Thabor com sua esposa e quatro filhos.
Em 1833, ele se torna uma referência para o faubourg Saint-Germain, onde se fala dele como fogo Beaudenord.
Em 1836, graças a Nucingen, ele encontra um emprego no ministério das finanças.